# Gaziano di Tours
Gaziano, o Graziano (in francese Gatien de Tours) (Roma, III secolo – Tours, 301/307), fu il primo vescovo di Tours, nella quale alla fine del III secolo portò il Cristianesimo. È venerato come santo dalla Chiesa cattolica.

## Agiografia

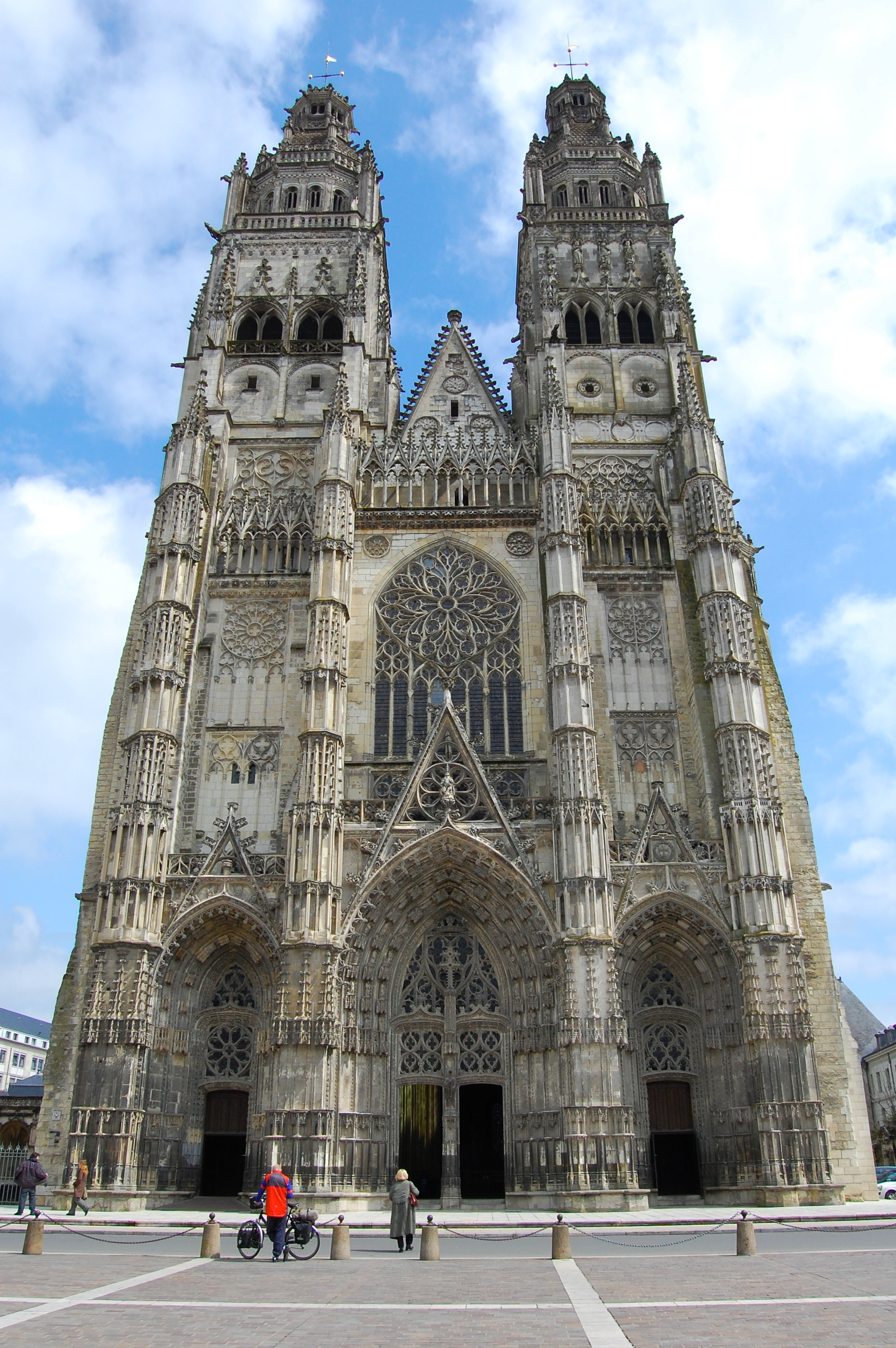
La cattedrale di Saint-Gatien.

Tutto ciò che si conosce su Gaziano risale all'Historia Francorum scritta da Gregorio di Tours nel VI secolo. Questi riferisce che attorno alla metà del III secolo Dionigi di Parigi partì da Roma assieme ad altri sei missionari per portare il Vangelo nelle Gallie. Gaziano o Catianus era uno di questi. Una tradizione più antica, che però non ha riscontri, sostiene che i sette missionari furono mandati da Pietro apostolo stesso apparso loro in spirito (a mandarli fu, verso il 245, Papa Fabiano, successore di Pietro).
Gaziano si fermò nella Gallia lugdunense e predicò la fede cristiana a Tours per circa cinquant'anni, fondando la diocesi di Tours. Inizialmente incontrò una grande ostilità da parte degli abitanti di Tours, tanto da essere costretto a celebrare i riti nelle catacombe. Quando morì fu sepolto in un cimitero cristiano nelle vicinanze di Tours: "in ipsius vici cimiterio, qui erat christianorum", secondo le parole di Gregorio.
Un secolo dopo, Martino di Tours, che fu il terzo vescovo di Tours, traslò le sue spoglie nella chiesa, costruita dal secondo vescovo san Lidorio, sulla quale venne poi costruita la cattedrale di Tours, inizialmente dedicata a san Maurizio e dal 1357 dedicata a Gaziano e soprannominata "La Gatianne".

## Culto
Il Martirologio romano fissa la memoria liturgica il 18 dicembre. Assieme a sant'Onofrio Eremita e Antonio di Padova, è patrono e protettore di chi cerca gli oggetti smarriti.